# SG Bad Breisig
Sportgemeinschaft Bad Breisig 1988 e.V. é uma agremiação alemã, fundada em 1988, sediada em Bad Breisig, no distrito de Ahrweiler, na Renânia-Palatinado. A associação também tem departamentos de atletismo, badminton, ginástica, jiu-jitsu e mergulho. 

## História
O clube foi criado em 1988 a partir da fusão do Sportfreunde Germania Oberbreisig e Niederbreisig Sportverein. O time recém-formado avançou à Verbandsliga Rheinland (V), em 2004. A temporada 2007-2008 foi a mais bem sucedida na curta história do SG à medida que avançou à semi-final da Pokal Rheinland (Renânia Cup) e ganhou a promoção para a Südwest Oberliga (V). O clube tentou duas vezes se estabelecer na Oberliga, mas em ambas as ocasiões foi rebaixado novamente à Rheinlandliga.
Desde 2004 o cargo de presidente do clube tem sido sustentado por Guido Ernst, um político e porta-voz da União Democrata Cristã, maior partido político do país.
Na temporada 2009-2010, a equipe sofreu o rebaixamento da Oberliga Südwest (V), na qual ficara uma só temporada, para a Verbandsliga Rheinland (VI). 

## Títulos
- Rheinlandliga Vice-campeão: 2007, 2008, 2010;
- Bezirksliga Rheinland-Mitte: Campeão: 2004;

## Cronologia recente
A recente performance do clube:
| Temporada | Divisão                     | Módulo | Posição |
| 2002–03   | Landesliga Rheinland-Nord   | VI     | 7º      |
| 2003–04   | Bezirksliga Rheinland-Mitte | VI     | 1º ↑    |
| 2004–05   | Verbandsliga Rheinland      | V      | 16º     |
| 2005–06   | Verbandsliga Rheinland      | V      | 7º      |
| 2006–07   | Verbandsliga Rheinland      | V      | 2º      |
| 2007–08   | Verbandsliga Rheinland      | V      | 2º ↑    |
| 2008–09   | Oberliga Südwest            | V      | 17º ↓   |
| 2009–10   | Verbandsliga Rheinland      | VI     | 2º ↑    |
| 2010–11   | Oberliga Südwest            | V      | 17º ↓   |
| 2011–12   | Verbandsliga Rheinland      | VI     | 7º      |